# Robin Norwood
Robin Norwood (n. 27 de julio de 1945), es la autora del best-seller internacional, Las Mujeres que aman demasiado, así como de Cartas de mujeres que aman demasiado, Meditaciones diarias para las mujeres que aman demasiado (ilustrado por Richard Torregrossa) y del libro ¿Por qué yo? ¿Por qué esto? ¿Por qué ahora?.
Robin Norwood es una terapeuta matrimonial y familiar con licencia, que trabaja en el campo de la adicción desde hace quince años. Es especialista en el tratamiento de alcoholismo y la adicción a las relaciones. Ella vive en un rancho en la zona de la costa central de California.
Los libros de Robin Norwood se han traducido a más de treinta idiomas y se siguen vendiendo en todo el mundo.Las mujeres que aman demasiado fue número uno en la lista del New York Times Best Seller, con más de tres millones de copias impresas en todo el mundo.